# Nijntje
Nijntje pluis is een fictief konijntje dat de hoofdpersoon van een serie kinderprentenboeken is. De boeken zijn geschreven en getekend door Dick Bruna (1927-2017).

## Geschiedenis
In 1955 kwam er voor het eerst een boek van nijntje uit, naar het verhaal dat Dick Bruna zijn destijds één jaar oude zoontje vertelde over een konijntje dat ze eerder die dag in de duinen van Egmond aan Zee hadden gezien. Andere bronnen geven aan dat nijntje is gebaseerd op het pluchen konijn van Bruna's zoon.
Nijntje werd op een basale manier getekend, met enkele lijnen en grotendeels in de primaire kleuren met dikke kaderlijnen. Een nijntjeboek bevatte vierentwintig pagina's, met op elke rechterpagina een tekening en op elke linkerpagina vier regels vers. De boeken werden in een klein formaat gedrukt, omdat Bruna het belangrijk vond dat bij zijn beoogde publiek het gevoel werd gewekt dat de werkjes voor hén gemaakt waren, en niet voor hun ouders.
Op 30 juli 2014 werd bekend dat Bruna geen nieuwe nijntjeboekjes meer zou maken.

## Nalatenschap en erkenning
Op 16 februari 2006 werd er in Utrecht het dick bruna huis (sinds 2016 het nijntje museum) geopend, waar veel werk van Bruna te zien is, waaronder uiteraard veel nijntjes. Ook is een deel van het werk te vinden in het atelier van Bruna in het Centraal Museum. Ter ere van de opening van het huis werden er een aantal maanden lang verschillende gebouwen in Utrecht (waaronder de Neudeflat) versierd met nijntje-oren.
Aan de Lange Viestraat in Utrecht zijn er verkeerslichten met een afbeelding van nijntje.
Aan het begin van de Utrechtse Van Asch van Wijckskade aan de Oudegracht is het nijntje-pleintje met een standbeeld van nijntje, gemaakt door Bruna's zoon, beeldhouwer Marc Bruna.
Naar aanleiding van de 60e verjaardag van nijntje in 2015 werd de nijntje art parade opgezet. Zestig kunstenaars, onder wie Charlotte Dematons, Studio Piet Boon, Irma Boom, Hans van Bentem, Barbara Wijnveld, Saskia Pfaeltzer, Studio Job, Hugo Kaagman, Bas Kosters en Richard Hutten, kregen de opdracht om een 1,80 meter hoog beeld van nijntje te decoreren.

## Hoofdlettergebruik
In het oeuvre van Bruna worden consequent geen hoofdletters gebruikt, ook waar dat volgens de gangbare spellingsregels wel zou moeten. Namen in de nijntje-verhalen, inclusief de naam "nijntje" zelf, worden dus ook standaard met kleine letter geschreven.

## Boeken uit de serie nijntje

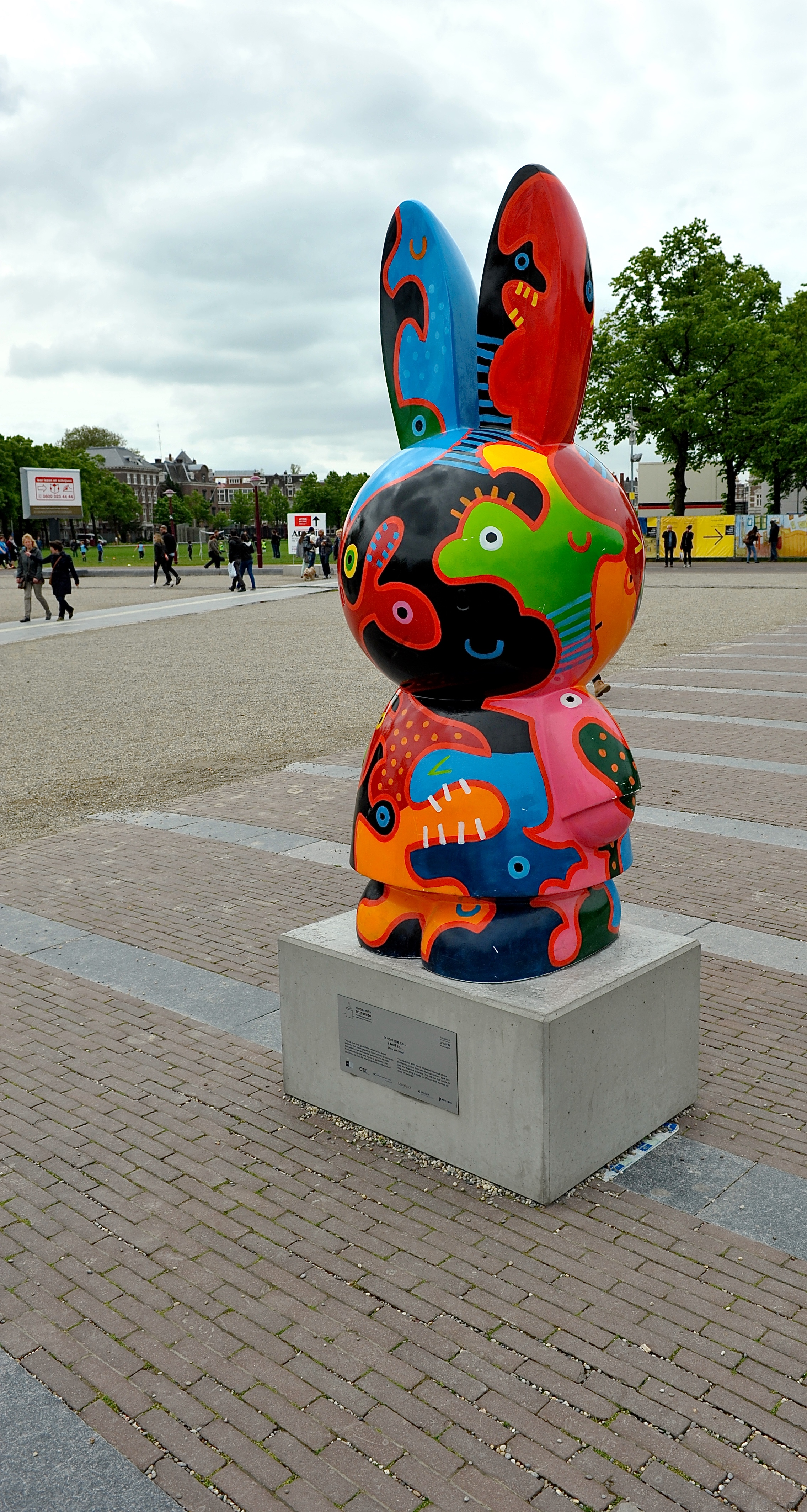
Een beeld van de nijntje art parade

Hieronder staan enkele boekjes die over nijntje zijn verschenen.
- nijntje (1955[3]/1963[4])
- nijntje in de dierentuin (1955[5]/1963[4])
- nijntje in de sneeuw (1963)
- nijntje aan zee (1963)
- nijntje vliegt (1970)
- het feest van nijntje (1970)
- nijntje in de speeltuin (1975)
- nijntje in het ziekenhuis (1975)
- nijntjes droom (1979)
- nijntje op de fiets (1982)
- nijntje op school (1984)
- nijntje gaat logeren (1988)
- opa en oma pluis (1988)
- nijntje huilt (1991)
- het huis van nijntje (1991)
- het feest van tante trijn (1992)
- nijntje in de tent (1995)
- lieve oma pluis (1996)
- nijntje in het museum (1997)
- nijntje en nina (1999)
- het spook nijntje (2001)
- nijntje de toverfee (2001)
- nijntje danst (2002)
- de brief van nijntje (2003)
- kleine pluis (2003)
- de tuin van nijntje (2004)
- nijntje in luilekkerland (2005)
- een fluit voor nijntje (2005)
- hangoor (2006)
- koningin nijntje (2007)
- nijntje wordt kunstenaar (2008, in samenwerking met Tate Gallery)
- een cadeau voor opa pluis (2009)

## Vertalingen

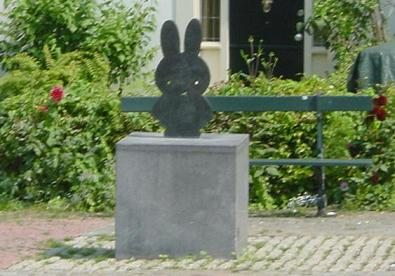
Het standbeeld van nijntje op het nijntje-pleintje in Utrecht

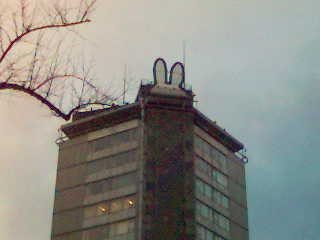
De Neudeflat in Utrecht werd in 2006 versierd met nijntje-oren ter gelegenheid van de opening van het dick bruna huis

De verhaaltjes van nijntje zijn in veel talen vertaald. Bruna controleerde de vertalingen streng; als een boekje werd vertaald in een taal die hij niet kende, dan vroeg hij iemand anders om de tekst terug te vertalen, zodat hij het resultaat kon controleren.
In andere talen is de naam nijntje onuitspreekbaar en is die veranderd in 'miffy'. Dat is bijvoorbeeld zo bij het Deenstalige ('miffys verden') en het Engelstalige ('miffy') kinderprogramma. In oudere Duitse boekjes komt men nog de naam nijntje of (letterlijk vertaald) ninchen tegen.
Daarnaast zijn er vertalingen verschenen in onder andere het Haags (door Marnix Rueb), Gronings (Jan Sleumer), Utrechts (Herman van Veen), Achterhoeks (Arie Ribbens), Papiaments (Oetie Basilio), Twents (Harry Nijhuis), Leids (Dick Wortel) en het Katwijks (Leendert de Vink en Jaap van der Marel).

## Personages
- aagje
- barbara beer
- betje big
- boris beer
- daan
- kleine pluis
- knorretje
- moeder pluis
- nijntje
- nina
- oma pluis
- oom vliegenier
- opa pluis
- snuffie
- tante trijn
- vader pluis
- willemijn

## Andere media

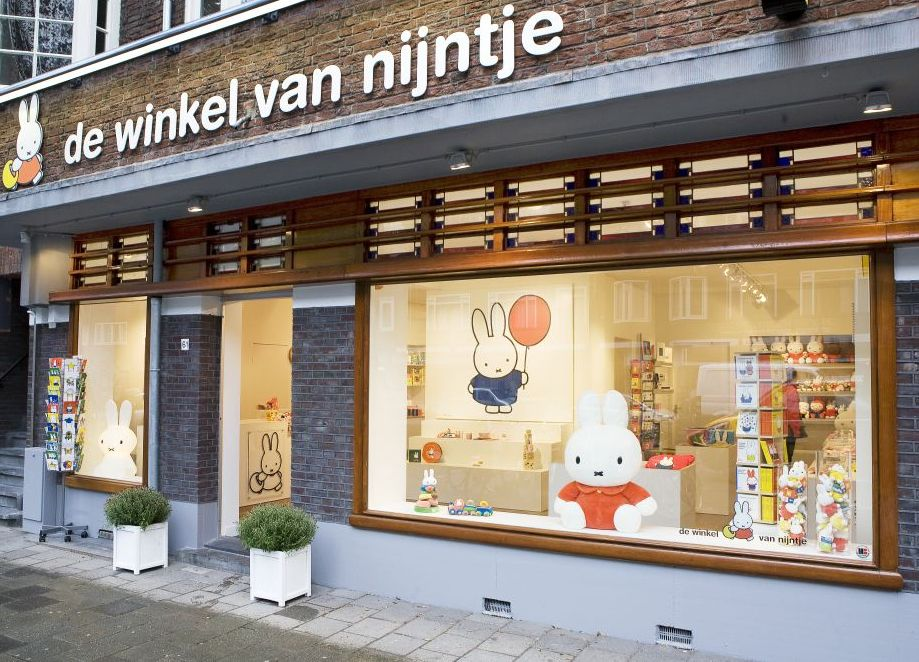
De winkel van nijntje in Amsterdam

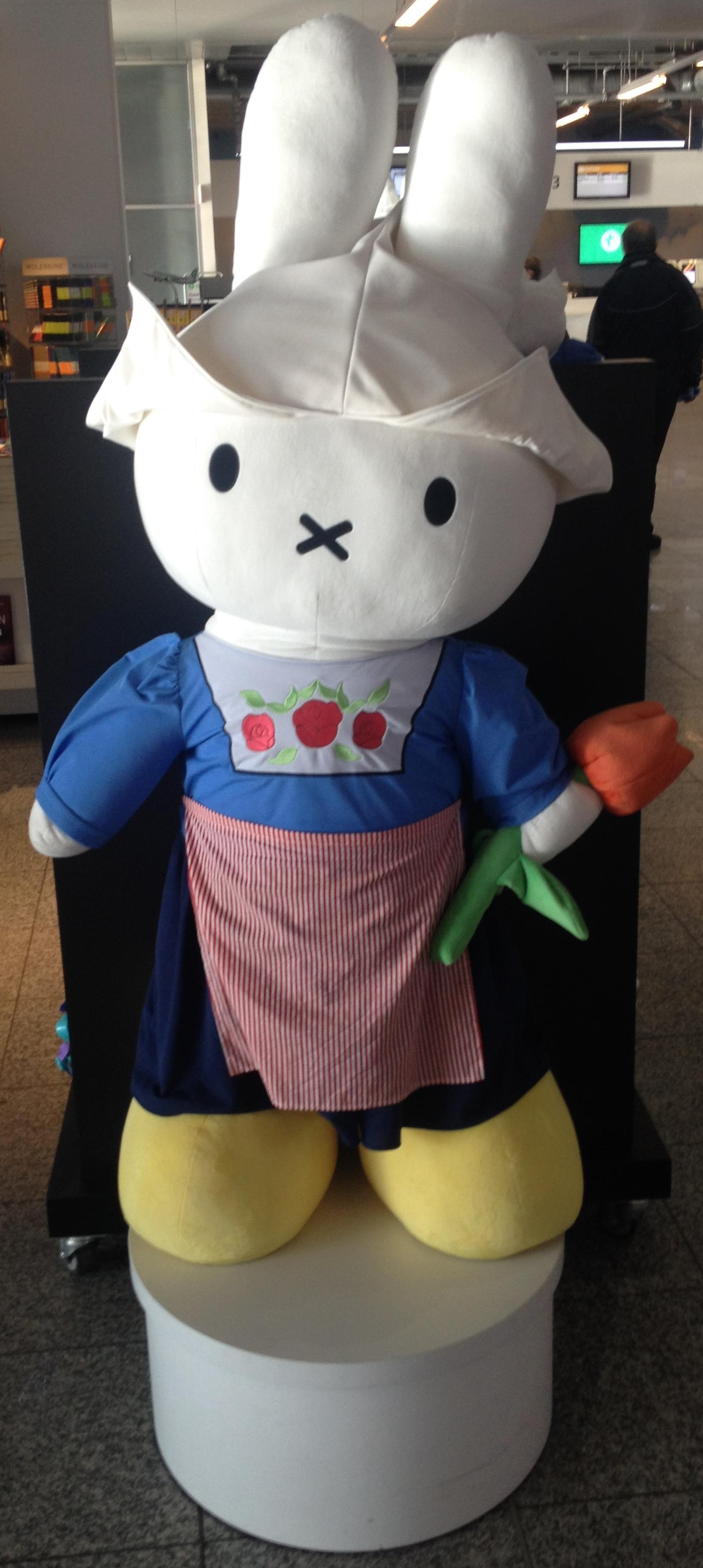
Een grote nijntjepop, buiten de AKO-winkel op Vliegbasis Eindhoven

### Film
Op 30 januari 2013 ging de eerste bioscoopfilm van nijntje, nijntje de film, geregisseerd door Hans Perk, in première in de Amsterdamse bioscoop Tuschinski.

### Televisie
De avonturen van nijntje zijn ook uitgebracht als animatieserie voor televisie. Hierin spelen naast de personages uit de nijntje-boeken ook andere personages van Dick Bruna een rol: betje big, knorretje, snuffie en boris en barbara beer. De volgende delen zijn verschenen: 
- nijntje de originele serie (4 oktober 1992 en 26 september 1993, KRO,[6][7] 52 afleveringen) door Gene Deitch en Mercis.
- nijntje kleuren, cijfers en vormen (1996, Afleveringen 30) door Kodansha en Mercis.
- nijntje & vriendjes (2002-2005) door Pedri Animation en Mercis.
- nijntjes avonturen groot en klein (2015-2018) door Blue-Zoo Productions en Mercis.

### Musical
Tevens zijn er vijf musicals uitgebracht met muziek van Joop Stokkermans en teksten van Ivo de Wijs:
- nijntje, de musical (2001)
- nijntje is er weer (2004)
- nijntje op vakantie (2007)
- nijntje viert feest (2015)
- nijntje de musical (2021)

### Theater
- nijntje op de fiets (2017-2021) Klein Amsterdam Producties, hoofdrol Marianne van Houten[8]